# 1970-ті у відеоіграх
1970-ті роки у відеоіграх — період, коли ігрова індустрія придбала вигляд ринку. У цей час лідером була компанія Atari, яка здійснила реліз великої кількості ігор. Найпопулярнішою стала гра Pong, успіх якої намагались повторити багато студій. Також у цей період було створено безліч ігрових платформ.

## Загальний огляд
Коли DEC представила новий комп'ютер PDP-11 за ціною 20 000 доларів, студент Стенфорду Білл Піттс, вражений грою Spacewar!, вирішив, що на основі PDP-11 цілком реально створити пристрій спеціально для ігор — Galaxy Game. Разом з другом Г'ю Таком він розробив ігровий автомат, що за монети надавав можливість пограти і таким чином окупив би себе.
Про задум Піттса і Така дізнався Нолан Бушнелл з компанії Nutting Associates. В 1971 студентський союз вже був готовий виділити гроші на автомат Galaxy Game, але Бушнелл запропонував використати комп'ютер Data General Nova, який коштував тільки 3995 доларів. Зіткнувшись з повільністю гри, вони вирішили перенести всю програму на мікросхеми, кожна з яких відповідала за якийсь аспект гри. Концепція гри змінилася з дуелі на однокористувацьку з боротьбою проти керованих машиною ворогів. Тим часом Білл Нутінг, який вкладав гроші у ВМС США, зацікавився одним з пристроїв — машиною-опитувальником, яка виводила питання на екран, а курсанти мали натиснути кнопку, що позначала правильну відповідь. Зі своїм братом Дейвом він придумав на основі опитувальника популярні ігрові автомати Computer Quiz і 3600 I.Q. Computer.
В пошуках нових ідей вони дізналися про розробку Піттса, Така і Бушнелла. В результаті 1971 року автомат з грою Galaxy Game був створений і привернув увагу публіки, а згодом вийшов Computer Space. Проте їх успіх виявився не настільки великим, як очікувалося, оскільки відеоігри були популярні серед студентів, але не серед простих робітників, не витримуючи конкуренції з автоматами для пінболу.
Паралельно Magnavox погодилася взятися за виробництво Brown Box, надали пристрою новий корпус і назву Skill-O-Vision, а згодом Odyssey. Ця приставка до телевізора мала 12 вбудованих ігор та додаткові аксесуари. Magnavox Odyssey було представлено громадськості в 1972 році. Бушнелл, надихнувшись можливостями приставки, заснував Atari Incorporated. Компанія скоро випустила ігровий автомат із популярною грою Pong, в яку пограли 2 млн американців. До вересня 1974 на всій території США працювало приблизно 100 000 автоматів з відеоіграми, які приносили близько 250 мільйонів доларів на рік. Ігрові зали з ними стала відвідувати молодь, а сам бізнес ігрових автоматів позбувся стереотипу про зв'язки з мафією, пропонуючи розваги для різних соціальних і вікових категорій.
У березні 1974 року експерименти Atari привели до виходу Gran Trak 10 — першої в світі гонкової відеогри, що стала дуже популярною. Проте через помилки у фінансових підрахунках вона стала збитковою. Додатково Atari зазнала втрат у спробі вийти на японський ринок, не знаючи тамтешньої бізнес-культури. Японська компанія Taito прагнула стати японським аналогом Atari, в 1973 випустивши автомати з іграми Elepong і Soccer, які були клонами Pong. Її оригінальна гра Speed Race завоювала популярність в США, поставивши Atari на межу розорення. Для конкуренції за ідеєю Бушнелла було утворено Кее Games, що дозволило обійти обмеження законів про поширення ігор і продавати відеоігрові автомати. З успіхом її продукції Кее Games було об'єднано з Atari.
Інженер Atari Гарольд Лі 1974 року запропонував створити власну ігрову приставку до телевізора, яка б конкурувала з Magnavox Odyssey. Основна відмінність полягала в тому, що кожна гра містилася на окремій інтегральній схемі. У 1975 така приставка, Sears Tele-Games Pong, була випущена і отримала величезний успіх. Коли General Instruments випустила чип AY-3-8500, інші розробники відеоігор отримали можливість створювати будь-які ігри без потреби розробляти власні інтегральні схеми з нуля. Наприкінці 1970-х набули поширення мікропроцесори, що могли бути запрограмовані, без зміни своєї схеми.
Atari бачила майбутнє тільки за мікропроцесорами. За словами Бушнелла, вони змусили відеоігровий бізнес виникнути на майже десятиліття раніше, ніж він міг би з'явитися. У 1976 році були випущені дві останні досить популярні гри з транзисторно-транзисторною логікою: Breakout від Atari і Death Race від Exidy. Death Race, де гравець мав збивати автомобілем пішоходів, викликала хвилю паніки. Exidy отримали шквал осуду і навіть погрози фізичної розправи. Натомість Breakout, до розробки якої були залучені Стів Джобс і Стів Возняк, завоювала славу. Інженер з Atari Дейв Шепперд своєю грою Night Driver (1976) здійснив переворот в іграх, реалізувавши вигляд від першої особи.
Тоді як ігрові автомати і домашні консолі мали успіх, персональний комп'ютер не розглядався як повноцінна ігрова платформа. На ПК існували тільки порівняно прості ігри, як хрестики-нулики, шибениця чи морський бій. Перші домашні комп'ютери почасти використовувалися саме для ігор. Користувачі могли самотужки написати ігрові програми, код яких публікувався в тематичних журналах і книгах. У 1975 програміст Вілл Круотер звернув увагу на програму Eliza (1966), яка створювала ілюзію осмисленого діалогу з комп'ютером. Кроутер написав гру Adventure (Colossal Cave Adventure), яка використовувала введені гравецм фрази для формування образу світу гри. До 1977 року гра розповсюдилася університетами і надихнула багатьох програмістів на написання власних подібних ігор, що стали називатися текстовими пригодами і описували світ тільки через текст. На противагу їм Maze (1973) використовувала графіку та стала родоначальником багатокористувацьких ігор, дозволяючи двом живим гравцям або живому проти програми, змагатися у знищенні своїх ігрових персонажів. Оновлення 1974 року, яке дозволяло це здійснювати, поклало початок режиму «death match», який наслідувався в численних інших іграх. Успіх настільної рольової гри Dungeons & Dragons, яка вийшла 1974 року, спонукав багатьох аматорів реалізувати її на комп'ютерах, як в Alakabeth.
1 квітня 1976 року було сформовано компанію Apple Computer, яка випустила 150 зібраних вручну комп'ютерів Apple I. Стів Возняк того ж року взявся за роботу над Apple II, плануючи, окрім іншого, зробити його повноцінною ігровою платформою, яка б конкурувала з відеоігровими автоматами. На відміну від своїх конкурентів Commodore PET і TRS-80, він володів кольоровим дисплеєм. Також 1976 Майкл Кац винайшов портативну відеогру на окремому пристрої, який використовував технологію, подібну до екранів переносних калькуляторів. Перша з цих ігор, Auto Race, за 1976 рік продалася в кількості сотень тисяч екземплярів.
Тоді ж Fairchild Semiconductor розробила домашню консоль Fairchild Channel F. На відміну від Magnavox Odyssey, вона мала зручні картриджі, а не плати, і підтримувала кольорову графіку. Однак багатьом покупцям було незрозуміло як користуватися приставкою і для чого вона насправді призначена. В 1977 Atari розробила VCS 2600 — домашню консоль нового типу, де кожна гра містилася на змінних мікросхемах, картриджах. Але крім Channel F існували й інші раніші перспективні розробки, такі як RCA Studio II. Попри сподівання, вони всі мали певні обмеження, які не зробили продукти такими успішними, як очікувалося. Та і VCS 2600 було визнано застарілою, а ринок ігрових консолей насиченим. Хоча консоль Atari отримала великий успіх, політика компанії з анонімності розробників відеоігор стала причиною для численних скандалів. Програмісти не отримували належної частки коштів, до того ж вийшло кілька порнографічних ігор, які отримали осуд. Зрештою Бушнеллу 1979 року було заборонено працювати у відеоігровій індустрії до 1983.
Тим часом японська компанія Taito, бачачи майбутнє відеоігор за мікропроцесорами, створила і 1978 випустила автомат зі Space Invaders. Гра стала хітом, принісши за два роки понад мільярд доларів прибутків. На ринку домашніх відеоігор до кінця 1979 конкуренція загострилася, особливо з виходом потужної системи Bally Professional Arcade. Walt Disney Pictures зняла фільм «Трон» на тему відеоігор. Гіганти кіноіндустрії, Lucasfilm, Quaker Oats, Parker Brothers, 20th Century Fox і Thorn EMI, створювали власні відеоігрові підрозділи.

## Головні події

### Технології
- 24 травня — компанія Magnavox представила першу у світі гральну приставку Magnavox Odyssey.
- У серпні Fairchild Semiconductor випускає Video Entertainment System (пізніше відому як Channel F) — першу гральну консоль на картриджах, що містять програму.
- Warner Communications' Atari випускає гральну консоль Pinball Game System.
- Texas Instruments випускає домашній комп'ютер TI-99/4.
- Nintendo випускає Color TV Game 6, яка являє собою шість варіацій консолі з грою Light Tennis (клон Pong). Mitsubishi, партнер Nintendo, виробляє більшість системних компонентів.
- Компанія Mattel для тестування ринку робить пробні продажі Intellivision в Фресно (Каліфорнія). Випуск у всьому США в 1980 році.

### ЗМІ
- Виходить перший випуск журналу Play Meter — першого періодичного видання, присвяченого аркадним автоматам.

### Індустрія
- Ральф Баєр отримує перший патент на «телевізійну ігрову та навчальну апаратуру» у Патентному бюро США[1].

- Компанія Magnavox підписує ліцензійну угоду з Sanders Associates на випуск гральної приставки Odyssey[2].

- У зв'язку з поганими продажами Computer Space, Нолан Бушнелл покидає Nutting Associates і разом з Тедом Дабні засновує фірму Atari.

- Кількість копій гри Pong (а також її клонів) перевищило 100 тис. шт. Приблизно 10 тис. з них були створені Atari, розробником оригінальної гри.

- Warner Communications купує фірму Atari за 28 млн доларів. Власник Atari Нолан Бушнелл залишається на посаді директора.

## Великі релізи
| Гра             | Рік  | Розробник         |
| --------------- | ---- | ----------------- |
| ftball.gam      | 1970 | Джон Дж. Кемені   |
| Hunt The Wumpus | 1972 | Грегорі Йоб       |
| Pong            | 1972 | Atari             |
| Mazewar         | 1973 | Стів Коллі        |
| Gran Trak 10    | 1974 | Atari             |
| Breakout        | 1976 | Atari             |
| Empire          | 1977 | Волтер Брайт      |
| Space Invaders  | 1978 | Taito Corporation |